# 松浦淳子
松浦 淳子（まつうら じゅんこ、1964年6月20日 - ）は、日本の元女子バスケットボール選手である。東京都出身。ユニチカに所属していた。
全日本メンバーとして1983年の世界選手権に出場した。